# قطعنامه ۱۶۹۲ شورای امنیت
قطعنامه ۱۶۹۲ شورای امنیت سازمان ملل متحد که در تاریخ ۳۰ ژوئن ۲۰۰۶ تصویب شد، سندی بین‌المللی دربارهٔ بررسی وضعیت بوروندی است. این قطعنامه طی نشست ۵۴۷۹ام با ۱۵ رای موافق، ۰ مخالف و ۰ ممتنع تصویب شد.